# Syllimnophora dubitalis
Syllimnophora dubitalis är en tvåvingeart som beskrevs av Malloch 1934. Syllimnophora dubitalis ingår i släktet Syllimnophora och familjen husflugor. Inga underarter finns listade i Catalogue of Life.